# A Michelin étteremkalauz magyarországi élmezőnye (2022)

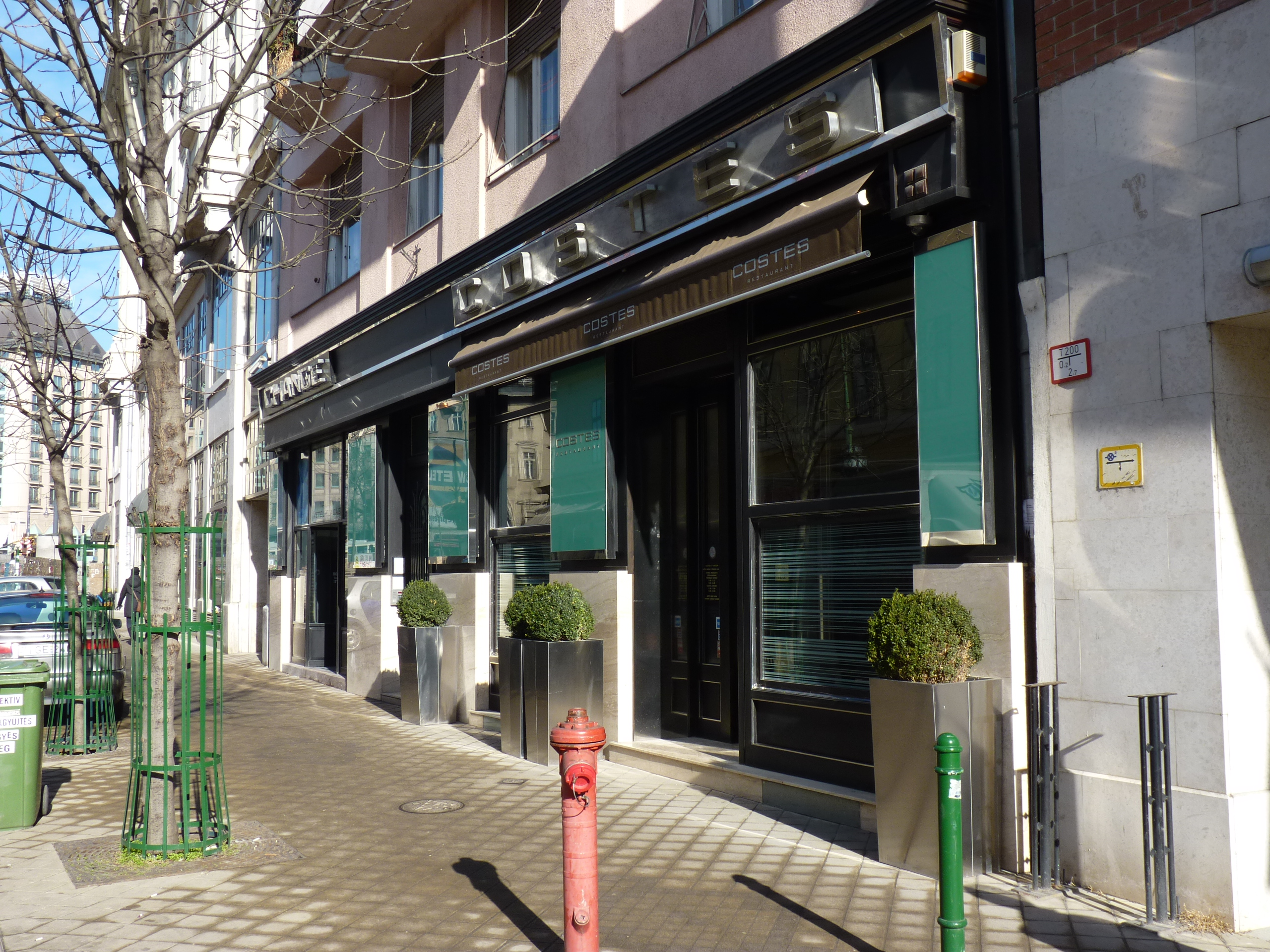
Costes

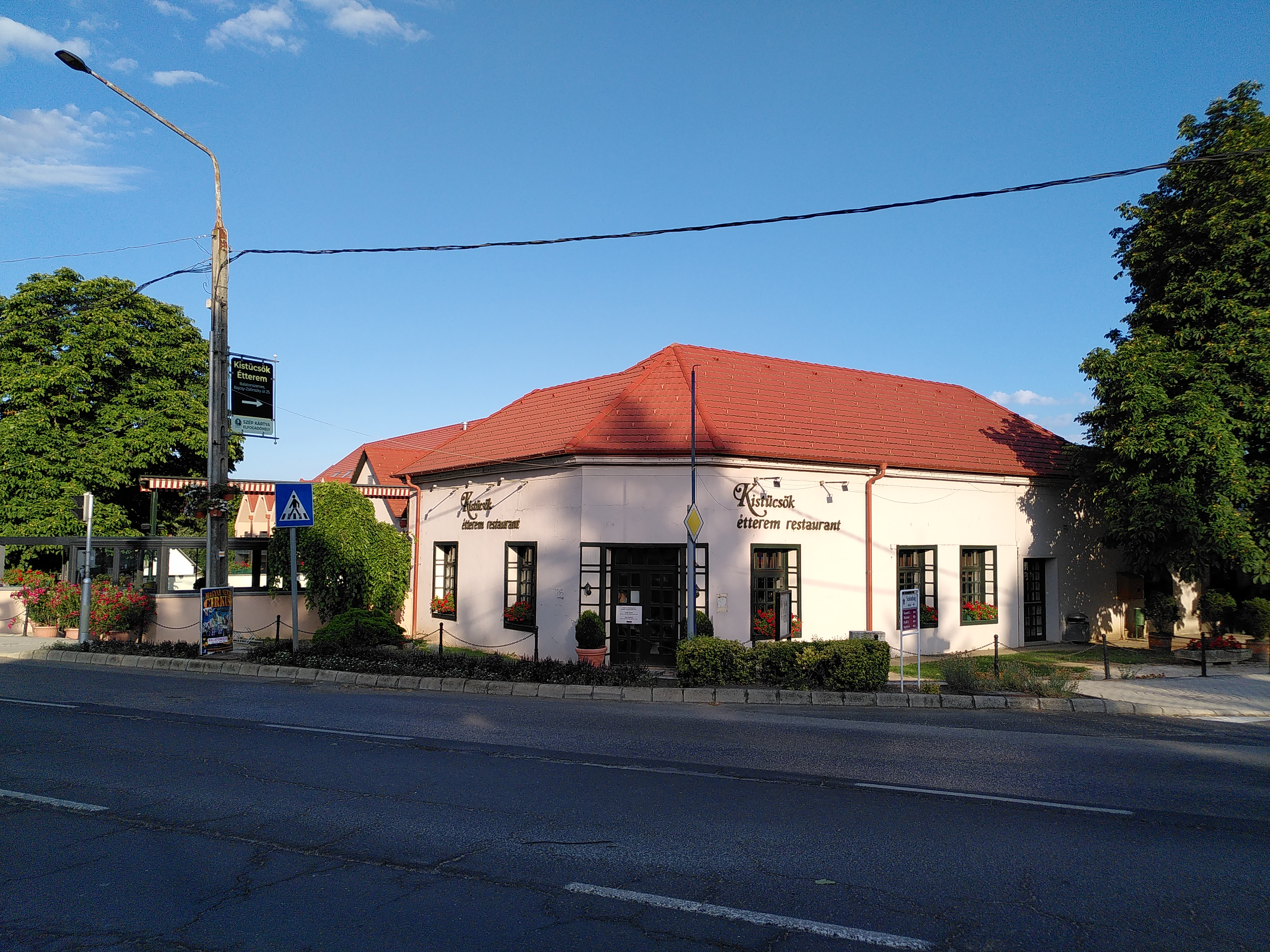
Kistücsök Étterem

Ez a lista a Michelin étteremkalauz étteremtesztjének 2022-es élmezőnyét tartalmazza. A Guide Michelin a legjobb éttermeket egy, kettő vagy három csillaggal értékeli. A „Bib Gourmand” minősítés a jó ár-érték arányú éttermeket jelöli, a „Zöld Csillag” pedig a fenntartható gasztronómia terén az iparág élvonalában járó éttermeket.
A Guide Michelin étteremlistája ebben az évben terjedt ki először egész Magyarországra, a korábbi években csak budapesti éttermeket minősített.
A 2022-es élmezőnybe a következő éttermek tartoznak:
| Étterem                | Város         | Séf                         | Minősítés      |
| ---------------------- | ------------- | --------------------------- | -------------- |
| Platán                 | Tata          | Pesti István                |                |
| Stand                  | Budapest      | Széll Tamás, Szulló Szabina |                |
| 42 Étterem             | Esztergom     | Barna Ádám                  |                |
| Bábel                  | Budapest      | Kaszás Kornél               |                |
| Borkonyha Wine Kitchen | Budapest      | Sárközi Ákos                |                |
| Costes                 | Budapest      | Koppány Levente             |                |
| Essencia               | Budapest      | Tiago Sabarigo              |                |
| Rumour                 | Budapest      | Rácz Jenő                   |                |
| SALT                   | Budapest      | Tóth Szilárd                | , Zöld Csillag |
| Anyukám mondta         | Encs          |                             | Bib Gourmand   |
| Casa Christa           | Balatonszőlős |                             | Bib Gourmand   |
| Kistücsök étterem      | Balatonszemes |                             | Bib Gourmand   |
| Macok                  | Eger          |                             | Bib Gourmand   |
| Mór24                  | Balatonfüred  |                             | Bib Gourmand   |
| Sparhelt               | Balatonfüred  |                             | Bib Gourmand   |
| Almalomb               | Hosszúhetény  |                             | Zöld Csillag   |
| Graefl Major Kétútköz  | Poroszló      |                             | Zöld Csillag   |
| Onyx Műhely            | Budapest      |                             | Zöld Csillag   |